# Mac Gerdts
Mac Gerdts, pseudonimo di Walther M. Gerdts (Amburgo, 1962) è un autore di giochi tedesco.
Autore di giochi da tavolo di stile tedesco quali Imperial, Imperial 2030 e Antike Duellum, ha introdotto nelle meccaniche dei giochi da tavolo l'uso della rondella che comprende tutte le azioni possibili da intraprendere al posto dei dadi, allo scopo di scoraggiare i giocatori nello scegliere ripetutamente la stessa azione imponendo forti penalità e improntando di fatto le partite verso un piano più strategico e ponderato.

## Ludografia
- Antike (2005)
- Imperial (2006)
- Hamburgum (2007)
- The Princes of Machu Picchu (2008)
- Imperial 2030 (2009)
- Navegador (2010)
- Antike Duellum (2012)
- Concordia (2013)
- Antike II (2014)
- Transatlantic (2017)